# John Hensley

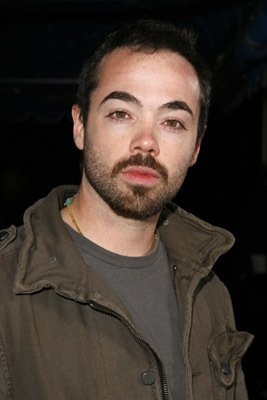
John Hensley (2008)

John Carter Hensley (* 29. August 1977 in Kentucky) ist ein US-amerikanischer Schauspieler.
Hensley tritt seit 1999 als Schauspieler in Film und vor allem Fernsehsendungen in Erscheinung. In Deutschland wurde er vor allem als Darsteller des Matt McNamara in der Fernsehserie Nip/Tuck bekannt. Zuvor wirkte er in den kurzlebigen Fernsehserien Madigan Men (2000) und Witchblade – Die Waffe der Götter (2001) mit. Sein Schaffen umfasst mehr als ein Dutzend Produktionen.

## Filmografie
Filme
- 2001: Campfire Stories
- 2004: Peoples
- 2006: Fifty Pills
- 2007: Teeth – Wer zuletzt beißt, beißt am besten (Teeth)
- 2008: Shutter – Sie sehen dich (Shutter)
- 2011: Hostel 3 (Hostel: Part III)

Fernsehserien
- 2000: Madigan Men
- 2000: Die Sopranos (The Sopranos, Folge 2x06)
- 2001–2002: Witchblade – Die Waffe der Götter (Witchblade)
- 2003–2010: Nip/Tuck – Schönheit hat ihren Preis (Nip/Tuck)
- 2007: CSI: Den Tätern auf der Spur (CSI: Crime Scene Investigation, Folge 7x14 "Fleischmarkt")
- 2013: Sons of Anarchy (Folge 6x4 Wolfsangel, als Yates)
- 2014: The Mentalist (Folge 6x21 Black Hearts)
- 2017–2019: How to Get Away with Murder (13 Folgen)
- 2021: Navy CIS: Naktok Bay
- 2021: The Good Doctor (Folge 4x12)